# H.G. Wells
Herbert George Wells (Bromley, Kent, 21 de setembre de 1866 – Londres, 13 d'agost de 1946) fou un escriptor anglès molt conegut per les seves novel·les de ciència-ficció, de les que es poden destacar: La guerra dels mons, L'home invisible, L'illa del doctor Moreau i La màquina del temps. Fou un escriptor polític prolífic que entrà per dret propi a la història de la literatura i que escrigué obres de gairebé tots els gèneres, incloent-hi obres que no són ficció. Era obertament socialista, i moltes de les seves obres contenen notables comentaris polítics i socials.
Avui en dia H.G. Wells es considera un autor clàssic. Moltes de les seves obres han estat portades al cinema i adaptades a la televisió. La cèlebre adaptació a la ràdio de Orson Welles de La guerra dels mons atemorí als Estats Units. Les seves obres contenen una sèrie de leit motivs que després han estat imitats i han estat font d'inspiració per autors posteriors.

## Biografia
Herbert George era el quart i fill petit de Joseph Wells, un antic jardiner i al mateix temps botiguer i jugador de criquet, i de la seva muller Sarah Neal, una antiga empleada domèstica. Va néixer al 62 de High Street, Bromley, Kent. La seva família formava part de l'empobrida classe mitjana baixa. Una herència els va permetre comprar una botiga de porcellana, tot i que mai va ser un negoci pròsper. Joseph hi venia també material de criquet.
L'any 1874 H.G. Wells, amb set anys, va tenir un accident i va haver d'estar al llit un temps amb una cama trencada. Per passar el temps, començà a llegir els llibres que li duia el seu pare de la biblioteca local; això també estimulà el seu desig d'escriure. Més tard es matriculà a la Thomas Morley's Commercial Academy, una escola privada fundada el 1849. Wells seguí a l'acadèmia Morley fins a 1880.
L'any 1877 el seu pare va tenir un accident, fet que li va impedir guanyar-se la vida com fins aleshores. Això va dur Herbert i els seus germans a treballar com a aprenents en diversos oficis. En aquell temps era usual que els joves treballadors aprenguessin el seu ofici amb un empresari experimentat.
Des de 1881 a 1883, H.G. va treballar d'aprenent a Southsea Drapery Emporium, un negoci de tèxtil. La seva experiència seria la inspiració de les seves novel·les The Wheels of Chance i Kipps, on descriu la vida dels aprenents i on també es mostra crític amb el sistema sanitari d'aquell temps.
L'any 1883 es va matricular a l'escola de gramàtica Midhurst de Sussex com a alumne i també com a tutor, on va continuar la seva avidesa per la lectura.
L'any 1884 va obtenir una beca per estudiar biologia en el Royal College of Science de Londres, on va tenir com a professor Thomas Henry Huxley. Va estudiar-hi fins a 1887. Aviat va entrar a la Societat de Debat de l'escola. Aquests anys marquen el començament del seu interès en una possible reforma de la societat. En un primer moment va abordar el tema a través de La República de Plató. També ben aviat es va dedicar a les idees contemporànies del socialisme segons allò expressat per la recentment formada Societat Fabiana i conferències dictades a Kelmscott House, la llar de William Morris. També va ser un dels fundadors deThe Science School Journal, una revista de l'escola que li va permetre expressar la seva opinió sobre la literatura i la societat, així com publicar els seus primers treballs de ficció: la primera versió de la seva novel·la La màquina del temps va ser publicada a la revista amb el títol Els argonautes crònics . L'any escolar 1886-1887 va ser l'últim any dels seus estudis. Tot i haver superat prèviament els exàmens tant en biologia com en física, la seva falta d'interès en la geologia li va suposar la pèrdua de la seva beca.
Durant 1889-90 va ser professor a la Henley House School, on va tenir com alumne A.A. Milne.
No va ser fins al 1890 que Wells va guanyar una llicenciatura en zoologia a la Universitat de Londres.
Va ser un dels fundadors de la Royal College of Science Association, i va ser el seu primer president l'any 1909.
De la seva relació amb Rebecca West, que va durar deu anys, va tenir el seu fill Anthony West, nascut el 1914.
Al contraure tuberculosi ho va abandonar tot per dedicar-se a escriure, completant més de cent obres. És considerat un dels precursors de la ciència-ficció i les seves primeres obres ja tenien com a tema la fantasia científica, descripcions profètiques del triomf de la tecnologia i comentaris sobre els horrors de les guerres del segle XX: La màquina del temps (The Time Machine, 1895), la seva primera novel·la, d'èxit immediat, en la que es barrejaven la ciència, l'aventura i la política; L'home invisible (The Invisible Man, 1897); La guerra dels mons (The War of the Worlds, 1898) i Els primers homes a la Lluna (The First Men in the Moon, 1901).
Va morir el 13 d'agost de 1946, a Londres.

## Conviccions
Wells es va interessar per la realitat sociològica del moment, especialment per la de les classes mitjanes, defensant els drets dels marginats i lluitant contra la hipocresia imperant, que descriu amb compassió i sentit de l'humor a novel·les com Love and Mr. Lewisham (1900), Kipps, the Story of a Simple Soul (1905) i Mr. Polly (1910), novel·la que descriu amb fina ironía el fracàs de les aspiracions socials dels seus protagonistes.
La gran majoria de la resta dels seus llibres poden classificar-se com a novel·les socials com, per exemple, Anna Verònica (Ann Veronica 1909), on defensa els drets de les dones, Tono Bungay (1909), un atac al capitalisme irresponsable, i Mr. Britling va fins al fons (1916), que descriu la reacció de l'anglès mitjà davant de la guerra. Wells va criticar també la hipocresia i la rigidesa de l'època victoriana així com l'imperialisme britànic.
Després de la Primera Guerra Mundial (1914-1918), va redactar la història de la humanitat en tres parts, Outline of History (1920), amb la col·laboració de Julian Huxley.
Durant tota la seva vida Wells es va preocupar de la supervivència de la societat contemporània. Convençut de la necessitat d'un sistema social més just, es va fer membre de la Societat Fabiana, que tenia per objectiu instaurar el socialisme de forma pacífica, tot i que certes diferències amb alguns membres com Bernard Shaw el van acabar distanciant del grup. Wells creia que les forces materials podien ser controlades per la raó i utilitzades per al progrés i la igualtat entre els habitants del món.
Va dedicar la seva obra 42 to 44 (1944) a la crítica de molts líders mundials del seu temps. Per altra banda, a El destí de l'Homo sapiens (1945) expressava els seus dubtes sobre la possibilitat de supervivència de la raça humana.
Wells estava convençut que l'espècie humana podia millorar amb la ciència i l'educació. Tot i això, no va caure en la ingenuïtat de molts dels seus contemporanis i va ser un dels primers pensadors que va advertir del perill de confiar cegament en les màquines.
Durant l'última època de la seva vida, Wells va assumir la tasca de defensar en escrits i conferències tot allò que considerava positiu per al progrés, així com criticar obertament els grans conflictes bèl·lics que va patir Europa.

## Obra

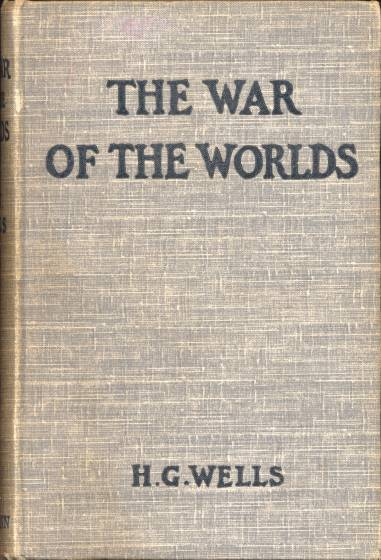
Portada de la primera edició de La guerra dels mons (1898)

Tota l'obra de H.G. Wells està influenciada per les seves profundes conviccions. A La màquina del temps (1895) tracta el tema de la lluita de classes; a L'illa del doctor Moreau (1896) i a L'home invisible (1897), els límits ètics de la ciència i l'obligació del científic d'actuar de forma ètica més enllà del poder que li atorguen els seus descobriments; a La guerra dels mons (1898), la crítica dels usos i costums de l'època victoriana i les pràctiques imperialistes britàniques.
A partir de 1900 va començar a escriure novel·les que descrivien la vida de la gent humil, entre les quals trobem Anna Verònica (1909), on tracta el tema de l'alliberament de la dona.
També va escriure assaigs de caràcter enciclopèdic com El perfil de la història (1919) o La conspiració oberta (1922) i, tot i que sempre va voler un món més just i solidari, els seus últims escrits El destí de l'Homo sapiens (1939) i La ment a la vora de l'abisme (1945) estan marcats per un pessimisme fruit de considerar una humanitat que, per ambició i odi, es destrueix a ella mateixa.
L'estil literari de Wells, però, no està a l'altura dels temes que tracta: la seva fama com escriptor és deguda als temes tractats i no al seu estil.
Fou també autor d'Esquema de la Història Universal, obra dividida en quatre toms que descriu tota la història universal des dels egipcis fins a la caiguda de l'Alemanya nazi.
A continuació hi ha una llista amb gran part de la seva obra (les obres marcades amb * es troben disponibles a la web del Projecte Gutenberg):
| - The Chronic Argonauts (1888) - Textbook of Biology (1893) (revisat el 1898 com Textbook of Zoology) - Honours Physiography, escrit amb R. A. Gregory, (1893) - Select Conversations with an Uncle (now extinct) (1895) - The Time Machine: An Invention— La màquina del temps (1895)* - The Wonderful Visit (1895) - The Stolen Bacillus and Other Incidents (1895)* - The Argonauts of the Air (1895) - Under the Knife (1896) - In the Abyss (1896) - The Island of Doctor Moreau—L'illa del doctor Moreau (1896)* - The Red Room (1896)* - The Wheels of Chance: A Bicycling Idyll (1896)* - The Sea Raiders (1896) - The Crystal Egg (1897) - The Star (1897) - A Story of the Stone Age (1897) - The Plattner Story, and Others (1897) - The Invisible Man: A Grotesque Romance— L'home invisible (1897)* - Certain Personal Matters: A Collection of Material, Mainly Autobiographical (1898) - The War of the Worlds— La guerra dels mons (1898)* - The Man Who Could Work Miracles (1898) - When the Sleeper Wakes (1899) (revisat posteriorment com The Sleeper Awakes, 1910)* - Tales of Space and Time (1899) - A Story of the Days To Come (1899) - Love and Mr Lewisham: The Story of a Very Young Couple (1900)* - The First Men in the Moon (1901)* - Filmer (1901) - The New Accelerator (1901) - Anticipations of the Reaction of Mechanical and Scientific Progress upon Human Life and Thought (1902) - The Discovery of the Future (1902) - The Sea Lady: A Tissue of Moonshine (1902) - Mankind in the Making (1903)* - The Magic Shop (1903)* - Twelve Stories and a Dream (1903) - The Truth About Pyecraft (1903) - The Food of the Gods and How It Came to Earth (1904)* - The Land Ironclads (1904) - Kipps: The Story of a Simple Soul (1905) - A Modern Utopia (1905)* - The Empire of the Ants (1905) - In the Days of the Comet (1906)* - The Future in America: A Search After Realities (1906) - Faults of the Fabian (1906) - Socialism and the Family (1906) - Reconstruction of the Fabian Society (1906) - This Misery of Boots (1907) - Will Socialism Destroy the Home? (paper, escrit el 1907) - New Worlds for Old (1908) - The War in the Air (1908)* - First and Last Things: A Confession of Faith and Rule of Life (1908)* - The Valley of Spiders (1909) - Ann Veronica (1909)* - Tono-Bungay (1909)* - The History of Mr. Polly (1910)* - The Sleeper Awakes (1910)* - Edició revisada de When the Sleeper Wakes 1899 - The Late Mr Elvesham (1911) - The New Machiavelli (1911)* - The Country of the Blind and Other Stories (1911)* - The Door in the Wall and Other Stories (1911) - Floor Games (1911)* - The Great State: Essays in Construction (títol als Estats Units: Socialism and the Great State: Essays in Construction) (corregida per Wells, G. R. S. Taylor i Lady Warwick (1912) - The Labour Unrest (1912) - Marriage (1912) - War and Common Sense (1913) - Liberalism and Its Party: What Are the Liberals to Do? (1913) - Little Wars: A Game for Boys from Twelve Years of Age to One Hundred and Fifty and for that More Intelligent Sort of Girls who Like Boys' Games and Books (1913) - The Passionate Friends: A Novel (1913) - An Englishman Looks at the World: Being A Series of Unrestrained Remarks upon Contemporary Matters (títol als Estats Units: Social Forces in England and America) (1914) - The World Set Free: A Story of Mankind (1914) - The Wife of Sir Isaac Harman (1914) - The War That Will End War (1914) - The Peace of the World (1915) - Boon, The Mind of the Race, The Wild Asses of the Devil, and The Last Trump: Being a First Selection from the Literary Remains of George Boon, Appropriate to the Times (la primera edició fou publicada amb pseudònim amb el nom de 'Reginald Bliss') (1915) - Bealby: A Holiday (1915) - Tidstänkar (1915) - The Research Magnificent (1915) - What is Coming? A Forecast of Things After the War (1916) - Mr. Britling Sees It Through (1916) - The Elements of Reconstruction: A Series of Articles Contributed in July and August 1916 to The Times (la primera edició fou publicada amb pseudònim amb les inicials 'D. P.') (1916) - God the Invisible King (1917)* - War and the Future: Italy, France and Britain at War (edició dels Estats Units publicada com Italy, France and Britain at War) (1917)* - The Soul of a Bishop (1917)* - A Reasonable Man's Peace (1917) - Joan and Peter: The Story of an Education (1918) - In the Fourth Year: Anticipations of a World Peace (1918) - The Undying Fire: A Contemporary Novel (1919) - The Idea of a League of Nations (amb Edward Grey, Lionel Curtis, William Archer, H. Wickham Steed, A. E. Zimmern, J. A. Spender, Viscount Bryce i Gilbert Murray) (1919) - The Way to a League of Nations (amb Edward Grey, Lionel Curtis, William Archer, H. Wickham Steed, A. E. Zimmern, J. A. Spender, Viscount Bryce i Gilbert Murray) (1919) - History is One (1919) - The Outline of History: Being a Plain History of Life and Mankind, I, II (1920, 1931, 1940; revisions pòstumes de Raymond Postgate 1949, 1956, 1961, 1971) - Russia in the Shadows (1920) - The Salvaging of Civilization (1921) - The New Teaching of History. With a Reply to Some Criticisms of 'The Outline of History' (1921) - Washington and the Hope of Peace (títol als Estats Units: Washington and the Riddle of Peace) (1922) - What H.G. Wells Thinks about ‘The Mind in the Making’ (1922) - University of London Election: An Electoral Letter (1922) - The World, its Debts and the Rich Men (1922) - A Short History of the World (1922, 1931, 1938, 1945; amb diverses revisions pòstumes de G. P. Wells i Raymond Postgate) | - The Secret Places of the Heart (1922)* - Men Like Gods: A Novel (1923) - Socialism and the Scientific Motive (1923) - To the Electors of London University, University General Election, 1923, from H.G. Wells, B.Sc., London (1923) - The Labour Ideal of Education (1923) - A Walk Along the Thames Embankment (1923) - The Story of a Great School Master (1924) - The Dream: A Novel (1924) - The P.R. Parliament (1924) - A Year of Prophesying (1924) - Christina Alberta's Father (1925) - A Forecast of the World’s Affairs (1925) - The World of William Clissold: A Novel at a New Angle, I, II, III (1926) - Mr. Belloc Objects to the 'Outline of History' (1926) - Democracy Under Revision (1927) - Playing at Peace (1927) - Meanwhile: The Picture of a Lady (1927) - The Stolen Body (1927) - A Dream of Armageddon (1927) - The Short Stories of H. G. Wells (1927) (canviat posteriorment a The Complete Short Stories of H. G. Wells i posades al dia posteriorment el 1998) - inclouen A Vision of Judgment - The Way the World is Going: Guesses & Forecasts of the Years Ahead (1928) - The Open Conspiracy: Blue Prints for a World Revolution (1928, 1930 [subtitulat A Second Version of This Faith of a Modern Man Made More Explicit and Plain], 1933 [sense subtítol], també publicat amb el títol What are We to do With our Lives? [1931]) - Mr. Blettsworthy on Rampole Island (1928) - The Book of Catherine Wells (1928) (editat per Wells) - The King Who Was A King: The Book of a Film (subtitulat als Estats Units com An Unconventional Novel) (1929) - Common Sense of World Peace (1929) - The Adventures of Tommy (1929) - Imperialism and The Open Conspiracy (1929) - The Autocracy of Mr. Parham: His Remarkable Adventures in this Changing World (1930) - The Science of Life: A Summary of Contemporary Knowledge about Life and its Possibilities, I, II, III (amb Julian S. Huxley i G. P. Wells) (1930) (reeditat posteriorment en nou volums, 1934-1937, sota el títol general The 'Science of Life' Series) - The Way to World Peace (1930) - The Problem of the Troublesome Collaborator: An Account of Certain Difficulties in an Attempt to Produce a Work in Collaboration and of the Intervention of the Society of Authors Therein (1930) - Settlement of the Trouble between Mr. Thring and Mr. Wells: A Footnote to the Problem of the Troublesome Collaborator (1930) - What Are We To Do With Our Lives? (revisió de The Open Conspiracy) (1931) - The Work, Wealth and Happiness of Mankind (EUA 1931; primera edició britànica 1932) - After Democracy: Addresses and Papers on the Present World Situation (1932) - The Bulpington of Blup: Adventures, Poses, Stresses, Conflicts, and Disaster in a Contemporary Brain (1932) - What Should be Done Now? (1932) - The Shape of Things to Come: The Ultimate Revolution (1933) - Experiment in Autobiography: Discoveries and Conclusions of a Very Ordinary Brain (since 1866), I, II (1934) (un tercer volum, amb el títol H. G. Wells in Love, fou publicat postumament el 1984) - Stalin-Wells Talk: The Verbatim Record and a Discussion (amb Ióssif Stalin, George Bernard Shaw, John Maynard Keynes, Ernst Toller i Dora Russell (1934) - The New America: The New World (1935) - Things to Come: A Film Story (1935) - The Anatomy of Frustration: A Modern Synthesis (1936) - The Croquet Player (1936) - The Idea of a World Encyclopaedia (1936) - The Man Who Could Work Miracles: A Film (1936) - Star Begotten: A Biological Fantasia (títol als Estats Units, Star-Begotten) (1937) - Brynhild, or the Show of Things (1937) - The Camford Visitation (1937) - The Informative Content of Education (1937) - The Brothers: A Story (1938) - World Brain (1938) - Apropos of Dolores (1938) - The Holy Terror (1939) - Travels of a Republican Radical in Search of Hot Water (1939) - The Fate of Homo Sapiens: An unemotional Statement of the Things that are happening to him now, and of the immediate Possibilities confronting him (títol als Estats Units: The Fate of Man) (1939) - The New World Order: Whether it is attainable, how it can be attained, and what soert of world a world at peace will have to be (1939) - The Rights of Man, Or What Are We Fighting For? (1940) - Babes in the Darkling Wood (1940) - The Common Sense of War and Peace: World Revolution of War Unending (1940) - All Aboard for Ararat (1940) - Guide to the New World: A Handbook of Constructive World Revolution (1941) - You Can't Be Too Careful (1941) - The Outlook for Homo Sapiens: An unemotional Statement of the Things that are happening to him now, and of the immediate Possibilities confrontinmg him (1942) (amalgama de The Fate of Homo Sapiens i The New World Order) - Science and the World-Mind (1942) - Phoenix: A Summary of the Inescapable Conditions of World Reorganization (1942) - A Thesis on the Quality of Illusion in the Continuity of Individual Life of the Higher Metazoa, with Particular Reference to the Species Homo Sapiens (1942) - The Conquest of Time (1942) - The New Rights of Man: Text of Letter to Wells from Soviet Writer, Who Pictures the Ordeal and Rescue of Humanistic Civilization - H. G. Wells' Reply and Program for Liberated Humanity (amb Lev Uspensky) (1942) - Crux Ansata: An Indictment of the Roman Catholic Church (1943) - The Mosley Outrage (1943) - The Rights of Man: An Essay in Collective Definition (editat anónimament per Wells) (1943) - '42 to '44: A Contemporary Memoir upon Human Behaviour during the Crisis of the World Revolution (1944) - The Illusion of Personality (1944) - The Happy Turning: A Dream of Life (1945) - Mind at the End of Its Tether (1945) - The Desert Daisy (publicació pòstuma de un treball escrit entre 1878-1880) (1957) - The Wealth of Mr Waddy (publicació pòstuma de un treball escrit entre 1898-1905, que Wells va revisar i publicar com Kipps, editat per Harris Wilson) (1969) - H. G. Wells in Love (tercer volum pòstum de la seva autobiografia, editat per G. P. Wells) (1984) - The Betterave Papers and Aesop's Quinine for Delphi, editat per John Hammond |

## Traduccions al català
- La guerra dels mons ISBN 978-84-7727-212-0
- L'home invisible ISBN 978-84-307-6252-1
- L'illa del Dr.Moreau ISBN 978-84-7410-110-2
- La màquina del temps ISBN 978-84-7596-143-9
- La porta del mur ISBN 978-84-7727-247-2
- El país dels cecs ISBN 978-84-7575-057-6
- Els primers homes a la lluna ISBN 978-84-7596-127-9